# Moussa Diagana
Moussa Diagana, né à M'Bout en 1946 et mort à Dakar en 2018, est un écrivain mauritanien francophone. 

## Biographie
Après une formation de sociologue à l'École normale de Nouakchott, à l'Université de Tunis et à la Sorbonne, à Paris, Moussa Diagana devient expert auprès du PNUD, œuvrant au Mali, au Niger et chez les Touaregs, au Congo Kinshasa

## Œuvres
- La Légende du Wagadu vue par Sïa Yatabéré, 1988 (créée en 1991 au théâtre avec Ibrahima Koné et Patrick Le Mauff[3]), Lansman Éditeur, 1994[4]  — interprétation de la légende du Wagadu Bida
- Targuiya, 2001 (théâtre), Lansman Éditeur, 2001[5]
- Un quart d'heure avant…, 2005 (théâtre) in Cinq petites pièces africaines pour une comédie, Lansman Éditeur, 2005

## Filmographie
- Sia, le rêve du python, film burkinabé et français réalisé par Dani Kouyaté en 2002, adaptation, faite avec la coopération de l'auteur, de La légende du Wagadu vue par Sia Yatabéré[6]

## Distinctions
- Chevalier de l'Ordre des arts et lettres
- Lauréat du 15e Concours théâtral interafricain organisé par RFI pour La Légende du Wagadu vue par Sïa Yatabéré[7]